# Tennis Masters Cup 2004
In 2004 is de Tennis Masters Cup voor de tweede maal gehouden in Houston (Verenigde Staten). De Tennis Masters Cup is het tennistoernooi dat het kalenderjaar afsluit en waaraan alleen de beste acht tennissers (enkelspel en dubbelspel) van dat jaar mogen deelnemen.
De Zwitser Roger Federer verdedigde met succes zijn titel in het enkelspel. Het Amerikaanse duo Bob Bryan / Mike Bryan won het dubbelspeltoernooi.

## Enkelspel
De acht geplaatste spelers:

### Deelnemers
| Ranking | Speler          | Prestatie    |
| ------- | --------------- | ------------ |
| 1.      | Roger Federer   | Winnaar      |
| 2.      | Andy Roddick    | Halve finale |
| 3.      | Lleyton Hewitt  | Runner-up    |
| 4.      | Marat Safin     | Halve finale |
| 5.      | Carlos Moyá     | Round Robin  |
| 6.      | Guillermo Coria | Round Robin  |
| 7.      | Tim Henman      | Round Robin  |
| 8.      | Gastón Gaudio   | Round Robin  |

### Rode Groep

#### Uitslagen
| Speler 1             |   | Speler 2             | Score          |
| -------------------- | - | -------------------- | -------------- |
| Roger Federer (Zwi)  | - | Lleyton Hewitt (Aus) | 6-3 6-4        |
| Carlos Moyà (Spa)    | - | Gastón Gaudio (Arg)  | 6-3 6-4        |
| Roger Federer (Zwi)  | - | Carlos Moyà (Spa)    | 6-3 3-6 6-3    |
| Lleyton Hewitt (Aus) | - | Gastón Gaudio (Arg)  | 6-2 6-1        |
| Roger Federer (Zwi)  | - | Gastón Gaudio (Arg)  | 6-1 7-6(4)     |
| Lleyton Hewitt (Aus) | - | Carlos Moyà (Spa)    | 6-7(5) 6-2 6-4 |

#### Klassement
| #  | Rang | Speler                      | Gespeeld | Wedst G/V | Sets G/V |
| -- | ---- | --------------------------- | -------- | --------- | -------- |
| 1. | 1    | Roger Federer (Zwitserland) | 3        | 3 - 0     | 6 - 1    |
| 2. | 3    | Lleyton Hewitt (Australië)  | 3        | 2 - 1     | 4 - 3    |
| 3. | 5    | Carlos Moyà (Spanje)        | 3        | 1 - 2     | 4 - 4    |
| 4. | 10   | Gastón Gaudio (Argentinië)  | 3        | 0 - 3     | 0 - 6    |

### Blauwe Groep

#### Uitslagen
| Speler 1              |   | Speler 2              | Score         |
| --------------------- | - | --------------------- | ------------- |
| Andy Roddick (VSt)    | - | Marat Safin (Rus)     | 7-6(7) 7-6(4) |
| Guillermo Coria (Arg) | - | Tim Henman (Gbr)      | 2-6 2-6       |
| Andy Roddick (VSt)    | - | Guillermo Coria (Arg) | 7-6(4) 6-3    |
| Marat Safin (Rus)     | - | Tim Henman (Gbr)      | 6-2 7-6(2)    |
| Andy Roddick (VSt)    | - | Tim Henman (Gbr)      | 7-5 7-6(6)    |
| Marat Safin (Rus)     | - | Guillermo Coria (Arg) | 6-1 6-4       |

#### Klassement
| #  | Rang | Speler                          | Gespeeld | Wedst G/V | Sets G/V |
| -- | ---- | ------------------------------- | -------- | --------- | -------- |
| 1. | 2    | Andy Roddick (Verenigde Staten) | 3        | 3 - 0     | 6 - 0    |
| 2. | 4    | Marat Safin (Rusland)           | 3        | 2 - 1     | 4 - 2    |
| 3. | 7    | Tim Henman (Groot-Brittannië)   | 3        | 1 - 2     | 2 - 4    |
| 4. | 6    | Guillermo Coria (Argentinië)    | 3        | 0 - 3     | 0 - 6    |

- Guillermo Cañas (Argentinië) is aangeduid als invaller.

### Halve finales
| Roger Federer (Zwitserland)     | - | Marat Safin (Rusland)      | 6-3 7-6 |
| Andy Roddick (Verenigde Staten) | - | Lleyton Hewitt (Australië) | 3-6 2-6 |

### Finale
| Roger Federer (Zwitserland) | - | Lleyton Hewitt (Australië) | 6-3 6-2 |

## Dubbelspel
De acht geplaatste dubbels :

### Deelnemers
| Ranking | Spelers                        | Prestatie    |
| ------- | ------------------------------ | ------------ |
| 1.      | Mark Knowles Daniel Nestor     | Halve finale |
| 2.      | Bob Bryan Mike Bryan           | Winnaar      |
| 3.      | Jonas Björkman Todd Woodbridge | Halve finale |
| 4.      | Wayne Black Kevin Ullyett      | Runners-up   |
| 5.      | Mahesh Bhupathi Max Mirny      | Round Robin  |
| 6.      | Martin Damm Cyril Suk          | Round Robin  |
| 7.      | Gastón Etlis Martín Rodríguez  | Round Robin  |
| 8.      | Xavier Malisse Olivier Rochus  | Round Robin  |

### Halve finales
| Mark Knowles (Bahama's) / Daniel Nestor (Canada)      | - | Bob Bryan / Mike Bryan (Verenigde Staten) | 2-6 4-6 |
| Jonas Björkman (Zweden) / Todd Woodbridge (Australië) | - | Wayne Black / Kevin Ullyett (Zimbabwe)    | 4-6 2-6 |

### Finale
| Bob Bryan / Mike Bryan (Verenigde Staten) | - | Wayne Black / Kevin Ullyett (Zimbabwe) | 4-6 7-5 6-4 6-2 |